# فرهنگ کیتایاما

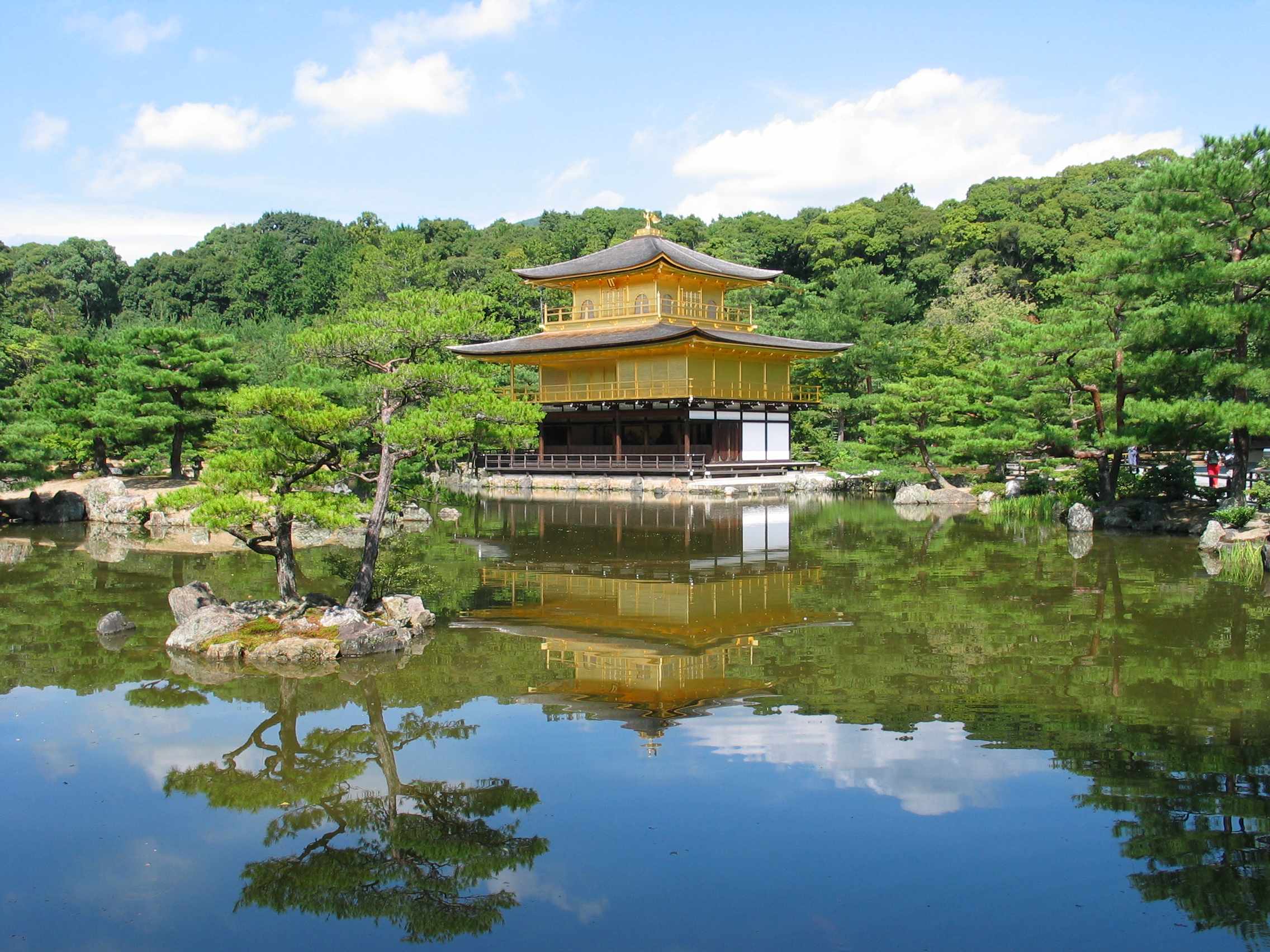
عمارت معبد طلایی کینکاکوجی در کیوتو

فرهنگ کیتایاما (به ژاپنی: 北山文化) بخشی از فرهنگ ژاپنی که در دوره موروماچی توسط شوگون سوم آشیکاگا یوشی‌میتسو （۱۳۵۸～۱۴۰۸） سرچشمه و ارتقا یافته‌است و به فرهنگ اواخر قرن سیزدهم تا اواسط قرن چهاردهم اشاره دارد.